# Tomasz Peta

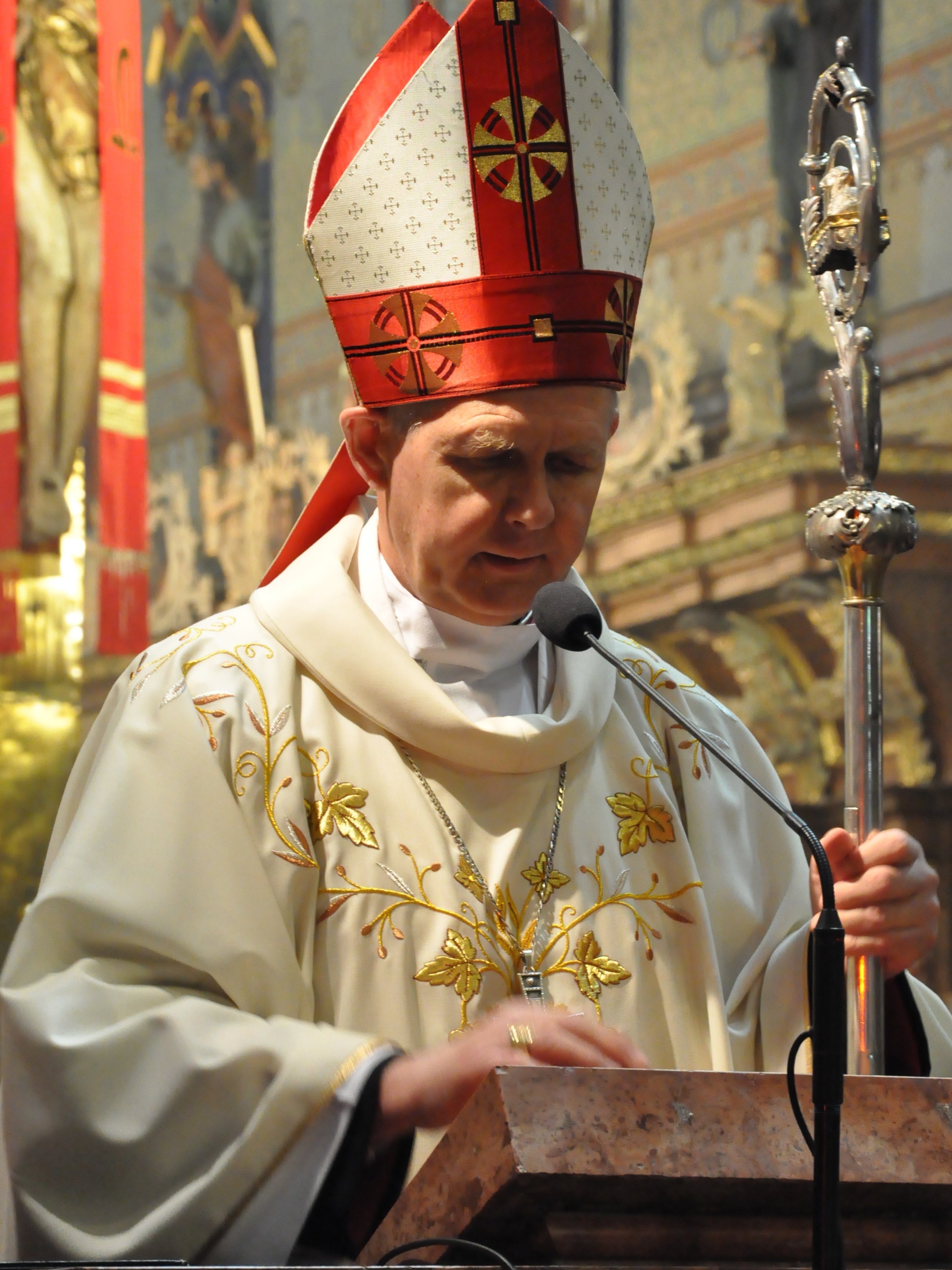
Tomasz Peta

Tomasz Bernard Peta (* 20. August 1951 in Inowrocław, Woiwodschaft Kujawien-Pommern, Polen) ist ein polnischer Geistlicher und römisch-katholischer Erzbischof von Astana in Kasachstan.

## Leben
Tomasz Peta studierte Bibelwissenschaften im Priesterseminar des Erzbistums Gniezno und Pastoraltheologie in Warschau. Er empfing am 5. Juni 1976 die Priesterweihe und war in der Seelsorge tätig. 1990 wechselte er als Pfarrer in die Pfarrei Maria Friedenskönigin in Oziornoe in Kasachstan; zudem war er Dekan der nördlichen Pastoralregion.
Papst Johannes Paul II. ernannte ihn am 7. Juli 1999 zum Apostolischen Administrator der mit gleichem Datum errichteten Apostolischen Administratur Astana. Am 15. Februar 2001 ernannte er ihn zum Titularbischof von Benda und spendete ihm am 19. März desselben Jahres im Petersdom die Bischofsweihe; Mitkonsekratoren waren Kardinalstaatssekretär Angelo Sodano und Giovanni Battista Kardinal Re, Präfekt der Kongregation für die Bischöfe. 
Am 17. Mai 2003 erhob Papst Johannes Paul II. die Administratur zum Erzbistum der Allerheiligsten Jungfrau Maria zu Astana und ernannte Peta gleichzeitig zum ersten Erzbischof. Im selben Jahr wurde er außerdem Präsident der Bischofskonferenz von Kasachstan. 2008 wurde er von Papst Benedikt XVI. in die Kongregation für den Klerus berufen.
Als Reaktion auf die Veröffentlichung von Amoris Laetitia publizierte Peta am 31. Dezember 2017 zusammen mit dem emeritierten Erzbischof Jan Pawel Lenga, und Weihbischof Athanasius Schneider eine Erklärung, nach der auch wiederverheiratete Geschiedene nicht zur Kommunion zugelassen werden dürfen. Diese Erklärung wurde später auch durch Erzbischof Carlo Maria Viganò und den emeritierten Erzbischof von Ferrara-Comacchio, Luigi Negri unterschrieben.
Tomasz Peta gehörte zu den Unterzeichnern eines mehrsprachigen Aufrufs von Carlo Maria Viganò vom 7. Mai 2020 mit dem lateinischen Titel „Veritas liberabit vos!“ (Die Wahrheit wird euch befreien, nach Joh 8,32 ).